# W. E. Henley
William Ernest Henley (Gloucester, Gloucestershire - 23 de agosto de 1849 - Woking, Surrey 11 de julho de 1903), foi um escritor britânico.

## Biografia
Era o primogênito de seis irmãos, filho de um modesto vendedor de livros. Apesar da difícil condição financeira, seu pai conseguiu enviá-lo para uma escola secundária, a Crypt Grammar School, que não pode concluir por motivos de saúde e financeiros. Tinha apenas doze anos de idade quando foi diagnosticada sua artrite decorrente do bacilo da tuberculose. 
Aos 16 anos teve a perna esquerda amputada abaixo do joelho. Em 1867, perdeu seu pai, tornando-se arrimo de sua mãe viúva e de seus irmãos. Em 1869, mudou-se para Londres onde conseguiu emprego como jornalista autônomo. Em 1872, sua doença o compeliu a viajar em tratamento para Edimburgo, Escócia, onde escreveu a coleção de poemas In Hospital e se apaixonou por Anna Boyle, com quem viria a se casar.
Em 1875, tornou-se amigo íntimo de Robert Louis Stevenson, que fora levado ao hospital para o conhecer. Nesse mesmo ano teve alta e retornou a Londres, onde se tornou editor da revista London. 
Em 1878, casou-se com Anna Boyle com quem teve sua única filha, Margaret, em 1888, que faleceu de meningite apenas cinco anos depois. 
Em 1889, tornou-se editor da revista Scots Observer, onde, nesse mesmo ano, escreveu uma crítica desfavorável de O Retrato de Dorian Gray, de Oscar Wilde, que desencadeou uma célebre controvérsia entre ambos. 
Henley era um homem entusiasmado e apaixonado, com opiniões veementes e emoções intensas, e teve discussões com muitos outros contemporâneos. Permaneceu como editor da Scots Observer, cujo nome mudara para “National Observer”, até 1894.
Morou em várias cidades inglesas com sua esposa. Morreu em 1903 de tuberculose. Foi sepultado em St John the Baptist Churchyard, Bedfordshire na Inglaterra.
Sua grande publicação foi The Song of the Sword, em 1892. O seu poema mais famoso é Invictus.

## Publicações
- The Song of the Sword, 1892;